# Robopocalypse
Robopocalypse är en science fiction-bok från 2011 av Daniel H. Wilson om händelser efter ett robotuppror.
En film baserad på boken, regisserad av Steven Spielberg och finansierad av 20th Century Fox och Spielbergs DreamWorks planerades för premiär sommaren 2013. Senare det året sades det att man ej visste när filmen skulle göras.